# Якимчук Улян Агафонович
Уля́н Агафо́нович Якимчу́к (21.06.1919, Сумська область — 15.08.1988) — робітник Зміївської ГРЕС імені Г. М. Кржижановського, Харківська область, Герой Соціалістичної Праці.

## Біографія
Народився 21 червня 1919 року в Сумській області. Українець. У 1935 році закінчив школу, потім — Артемівський електротехнікум. До 1941 року працював електротехніком в місті Артемівськ Донецької області.
У 1941 році разом з заводом евакуйований на Урал, де працював наладчиком на заводах по виробництву військової продукції. Нагороджений медаллю «За доблестный труд в Великой Отечественной войне 1941—1945 гг.».
З 1946 року працював у Польській Народній Республіці. У 1949—1954 роках працював монтажником-висотником. Потім — майстром Сенгиліївської ГЕС у Ставропольському краї.
У 1956 році Якимчука переведено на будівництво Зміївської ГРЕС в Харьківській області. Спочатку працював майстром, далі прорабом та начальником виробничої дільниці.
Наказом Президії Верховної Ради СРСР від 20 квітня 1971 року за особливі заслуги у виконанні  п'ятирічного плану по розвитку енергетики, Якимчуку Уляну Агафоновичу присвоєно звання Героя Соціалістичної Праці з вручення ордена Леніна та золотої медалі «Серп і Молот».
Після виходу на пенсію працював єгером Задонецького лісництва. Помер 15 серпня 1988 року.